# Cronologia Egiptului antic

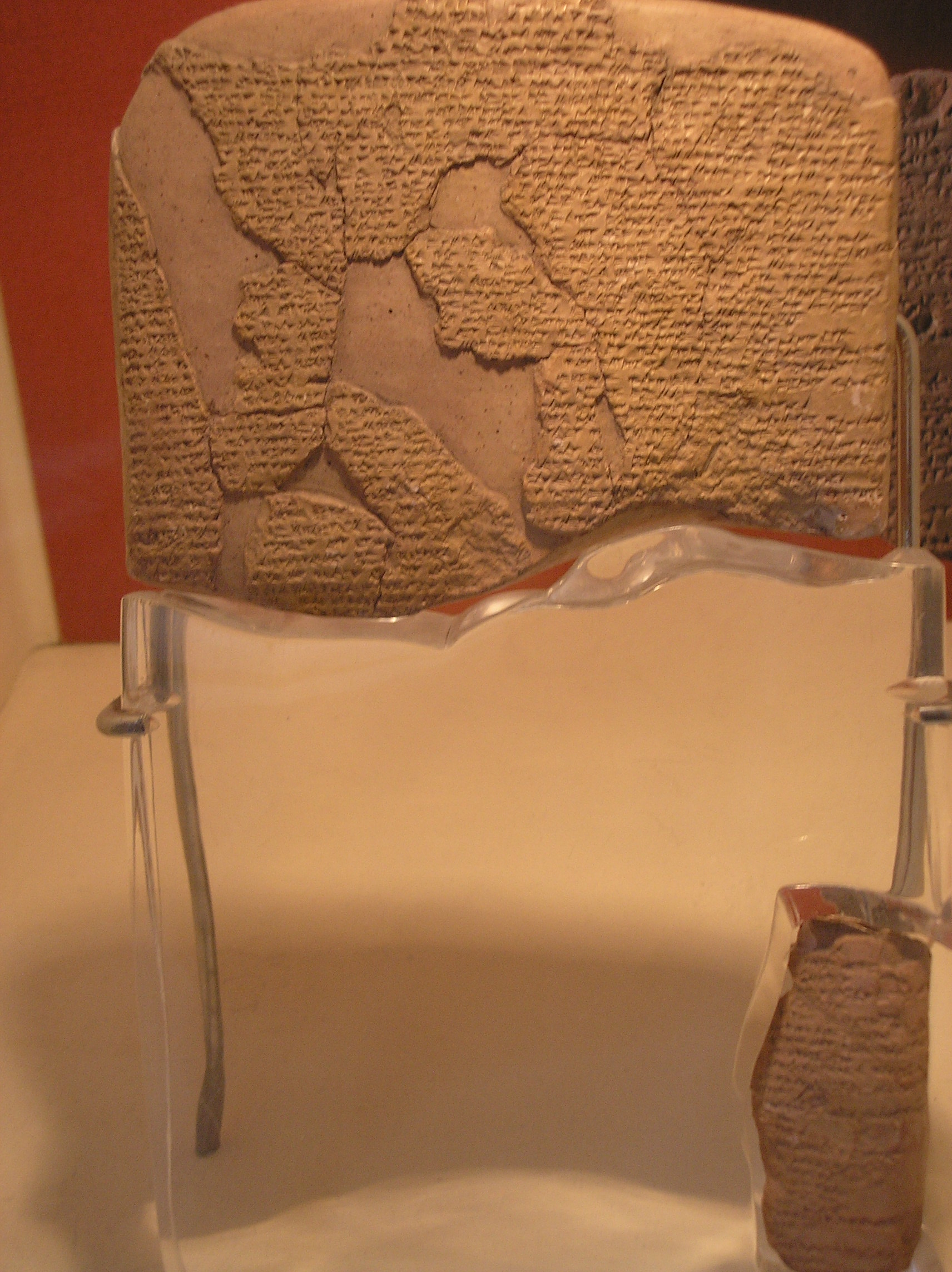
Tratatul de la Qadesh, cel mai vechi tratat de pace cunoscut, unul dintre cele mai vechi documente istorice

Cronologia Egiptului antic constituie tema a numeroase dispute referitoare la perioadele de timp și aceasta datorită rarității surselor istorice și mai ales modului diferit de interpretare a acestora de către specialiști.
Câteva astfel de variante:
| Perioada                      | Autori               | Autori                 | Autori            | Dinastie   | Faraoni |
| ----------------------------- | -------------------- | ---------------------- | ----------------- | ---------- | --- |
| Perioada                      | Ikram/Dodson         | Silverman              | Clayton           |            | |
| Dinastia timpurie             | 3150 - 3050 î.Hr.    | 3100 - 3000 î.Hr.      | 3150 - 3050 î.Hr. | O          | |
| Dinastia timpurie             | 3050 - 2813 î.Hr.    | 3000 - 2800 î.Hr.      | 3050 - 2890 î.Hr. | I          | Menes (Hor-Aha), Djer, Wadj (Djet), Den, Anendjib, Semerkhet, Qa'a |
| Dinastia timpurie             | 2813 - 2663 î.Hr.    | 2800 -2675 î.Hr.       | 2890 - 2686 î.Hr. | II         | Hotepsekhemwy, Raneb, Nynetjer, Seth-Peribsen, Khasekhemwy |
| Vechiul Regat                 | 2663 - 2597 î.Hr.    | 2675 - 2625 î.Hr.      | 2686 - 2613 î.Hr. | III        | Sanakhte (Nebka) (c.2688-2668), Djoser (c.2668-2649), Sekhemkhet (Djoser Teti) (c.2649-2641), Khaba (c.2641-2637), Huni (c.2637-2613) |
| Vechiul Regat                 | 2597 - 2471 î.Hr.    | 2625 - 2500 î.Hr.      | 2613 - 2498 î.Hr. | IV         | Sneferu (c.2613-2589), Khufu (Cheops) (c.2585-2566), Djedefra (c.2566-2558) Kefren (Rekhaf) (c.2558-2532) Menkaura (Mykerinos) (c.2532-2514) Shepseskaf (c.2514-2494) |
| Vechiul Regat                 | 2471 - 2355 B.C.     | 2500 - 2350 B.C.       | 2498 - 2345 B.C.  | V          | Userkaf (c.2494-2487), Sahure (c.2487-2475), Neferirkare, Userkhau (c.2475-2455), Shepseskare (c.2455-2448), Raneferef (c.2448-2445), Niuserre (c.2445-2421), Menkauhor (c.2421-2413), Djedkare (c.2413-2381), Unas (Wenis) (c.2381-2345) |
| Vechiul Regat                 | 2355 - 2195 î.Hr.    | 2350 - 2170 î.Hr.      | 2345 - 2181 î.Hr. | VI         | Teti (c.2345-2313), Pepi I Meryre (c.2313-2279), Merenre (c.2279-2270), Pepi II Neferkare (c.2279-2181) |
| Prima perioadă intermediară   | 2195 - 2160 î.Hr.    | 2170 - 2130 î.Hr.      | 2181 - 2160 î.Hr. | VII & VIII | Wadjkare, Qakare Iby |
| Prima perioadă intermediară   | 2160 - 2040 î.Hr.    | 2130 - 1980 î.Hr.      | 2160 - 2040 î.Hr. | IX & X     | Meryibre Kheti (Akhtoy) I, Merykare, Kanrferre, Nebkaure Kheti (Akhtoy) II, Wahkare Kheti (Akhtoy) III, Merikare |
| Regatul Mijlociu              | 2160 - 1994 î.Hr.    | 2081 - 1938 î.Hr.      | 2134 - 1991 î.Hr. | XI         | Intef I (Inyotef I), Sehertawy (c.2133-2123), Intef II (Inyotef II), Wahankh (c.2123-2074), Intef III (Inyotef III), Nakhtnebtepnefer (c.2074-2066), Mentuhotep I ? (c.2066-2040), Mentuhotep II Nebhepetre (c.2040-2010), Mentuhotep III Sankhkare (c.2010-1998), Mentuhotep IV Nebtawyre (c.1998-1991) |
| Regatul Mijlociu              | 1994 - 1781 î.Hr.    | 1938 - 1759 î.Hr.      | 1991 - 1782 î.Hr. | XII        | Amenemhet I Sehetepibre (c.1991-1962), Senusret I Kheperkare(c.1962-1917), Amenemhet II Nubkaure (c.1917-1882), Senusret II Khakhperre (c.1882-1878), Senusret III Khakaure (c.1878-1841), Amenemhet III Nimaatre (c.1841-1796), Amenemhet IV Maakherure (c.1796-1790), regina Sobeknerfu Neferusobek (c.1790-1786) |
| Regatul Mijlociu              | 1781 - 1650 î.Hr.    | 1759 - după 1630 î.Hr. | 1782 - 1650 î.Hr. | XIII & XIV | Wegaf Khawitawire (c.1783 - 1779), Amenemhet V Sekhemkare, Harnedjheriotef Hetepibre, Sobekhotep I Khaankhre (ca.1750), Hor, Amenemhet VII Sedjefakare, Sobekhotep II Sekhemre-Khutawy (ca.1745), Khendjer, Sobekhotep III, Neferhotep I Khasekhemre (c.1723-1713), Sobekhotep IV Merihotepre Khaneferre (c.1713), Iaib (c.1713-1703), Ay Merneferre (c.1703-1680), Neferhotep II, Nehesy... |
| A doua perioadă intermediară  | 1650 - 1535 î.Hr.    | 1630 - 1523 î.Hr.      | 1663 - 1555 î.Hr. | XV & XVI   | Hyksos kings, Semqen ? Aper-Anati ?, Sakir-Har, Khyan (Apachnan), Apepi I (Apophis), Apepi II (Khamudi?) (c.1542-1532), regi hiksoși |
| A doua perioadă intermediară  | 1650 - 1549 î.Hr.    | 1630 - 1539 î.Hr.      | 1663 - 1570 î.Hr. | XVII       | Sobekemsaf I Sekhemre Wadjkhau, Sobekemsaf II, Intef VII, Tao I Seakhtenre, Tao II Sekenenre, Kamose Wadjkheperre, |
| Noul Regat                    | 1549 - 1298 î.Hr.    | 1539 - 1292 î.Hr.      | 1570 - 1293 î.Hr. | XVIII      | Ahmose I Nebpehtyre (c.1570-1546), Amenhotep I Djeserkare (c.1546-1527), Thutmose I Akheperkare (c.1527-1515), Thutmose II Akheperenre (c.1515-1498), Queen Hatshepsut Maatkare (c.1498-1483), Tutmes al III-lea Menkhepere (c.1504-1450), Amenhotep II Akheperure (c.1450-1412), Thutmose IV Men-khepru-Re (1412-1402), Amenhotep al III-lea Nebmaatre (c.1402-1364), Amenhotep IV/Akhenaten Neferkheperure (c.1350-1334), Smenkhkare Ankhheperure (c.1334), Tutankhamon Nebkheperoure (c.1334-1325), Ay Kheperkheperure (c.1325-1321), Horemheb Djeserkheperure (c.1321-1293) |
| Noul Regat                    | 1298 - 1187 î.Hr.    | 1292 - 1190 î.Hr.      | 1293 - 1185 î.Hr. | XIX        | Ramses I Menpehtyre (c.1293-1291), Seti I Merienptah Menmaatre (c.1291-1278), Ramses II Meriamen Usermaatre Setepenre (Ramses cel Mare) (c.1279-1212), Merneptah Hetephermaat Baenre Meriamen (c.1212-1202), Amenmes Heqawaset Menmire Setepenre (c.1202-1199), Seti II Merenptah Userkheperure Setepenre (c.1199-1193), Merneptah Siptah Sekhaenre/Akhenre (c.1193-1187), regina Twosret Setepenmut Sitre Meriamen (c.1187-1185) |
| Noul Regat                    | 1187 - 1069 î.Hr.    | 1190 - 1075 î.Hr.      | 1185 - 1070 î.Hr. | XX         | Sethnakhte Userkhaure Setepenre (c.1185-1182), Ramses al III-lea Usermaatre Meriamen (c.1182-1151), Ramses IV Usermaatre/Heqamaatre-Setepenamen (c.1151-1145), Ramses V Usermaatre Sekheperenre (c.1145-1141), Ramses VI Nebmaatre Meriamen (c.1141-1133), Ramses VII Usermaatre Setepenre Meriamen (c.1133-1128), Ramses VIII Usermaatre Akhenamen (c.1128-1126), Ramses IX Neferkare Setepenre (c.1126-1108), Ramses X Khepermaatre Setepenptah (c.1108-1098), Ramses XI Menmaatre Setepenptah (c.1098-1070) |
| A Treia Perioadă Intermediară | 1064 - 940 î.Hr.     | 1075 - 945 î.Hr.       | 1069 - 945 î.Hr.  | XXI        | Nesbanebded Hedjkheperre Setepenre (Smendes I) (c.1070-1043), Nephercheres (Neferkare-hekawise Amenemnisu Meramun (c.1043-1039), Psusennes I Akheperre Setepenamun (c.1039-1000), Amenemope Usimare Setepenamun (c.1000-991), Osorkon the elder (Osochor) (c.991-985), Psinaches (c.985-976), Psusennes II Titkheprure (c.976-962), Siamun Nutekheperre Setepenamun Siamun Meramun (c.962-945) |
| A Treia Perioadă Intermediară | 948 - 743 î.Hr.      | 945 - 712 î.Hr.        | 945 - 715 î.Hr.   | XXII       | Sheshonq I Hedjkheperre Setepenre (c.945-924), Osorkon I Sekhemkheperre Setepenre (c.924–889), Sheshonq II Hekakheperre Setepenre (ca. 890), Takelot I Usimare (c.889–874), Osorkon II Usimare Setepenamun (c.874–850), Harsiese (ca. 865), Takelot II Hedjkheperre Setepenre (c.850–825), Sheshonq III Usimare Setepenamun (c.825–773), Pamai (c.773–767), Sheshonq V Akheperre (c.767–730), Osorkon IV (c.730–712) |
| A Treia Perioadă Intermediară | 743 - 715 î.Hr.      | 838 - 712 î.Hr.        | 818 - 715 î.Hr.   | XXIII      | Pedibastet Meriamen Usermaatre Setepenre(c.818–793), Iuput I (ca. 800), Sheshonq IV Usermaatre Meriamen (c.793–787), Osorkon III Usermaatre Setepenamen (c.787–759), Takelot III Usermaatre (c.764–757), Rudamon Usermaatre Setepenamen (c.757–754), Iuput II Meriamen sibastet Usermaatre (c.754–712), Nimlot (ca. 740), Peftjauabastet Nefer-ka-re (c.740–725), Thutemhat (ca. 720), Pedinemti (ca. 700) |
| A Treia Perioadă Intermediară | 731 - 717 î.Hr.      | 727 - 712 î.Hr.        | 727 - 715 î.Hr.   | XXIV       | Shepsesre Tefnakht (c.724-717), Wahkare Bakenrenef (c.717-712) |
| A Treia Perioadă Intermediară | 752 - 656 î.Hr.      | 760 - 656 î.Hr.        | 747 - 656 î.Hr.   | XXV        | Piye Usimare Sneferre (Piankhi) (747-716), Shabaka Neferkare Wahibre (716-702), Shebitku Djedkaure Menkheperre (702-689), Taharka Khunefertemr (689-663), Tanutamun Bakare (663-656) |
| Perioada Târzie               | 664 - 525 î.Hr.      | 664 - 525 î.Hr.        | 664 - 525 î.Hr.   | XXVI       | Necho I (664-656), Psammetic I Wahemibre Psamtek (656-609), Necho II Wahemibre Neko (609-594), Psammetic II Neferibre Psamtek (594-587), Wahibre (Haaibre) (Apries) (587-569), Ahmose II Khnemibre (Amasis) (569-526), Psammetic III Ankhkaenre (526), |
| Perioada Târzie               | 525 - 424 î.Hr.      | 525 - 405 î.Hr.        | 525 - 404 î.Hr.   | XXVII      | Cambyses II (525-522), Darius I (521-486), Xerxes (486-465), Artaxerxes I (465-424), Darius II (423-405), Artaxerxes II (405-359) |
| Perioada Târzie               | 404 - 399 î.Hr.      | 409 - 399 î.Hr.        | 404 - 399 î.Hr.   | XXVIII     | Amenirdis (Amyrtaeus) (404-399) |
| Perioada Târzie               | 399 - 380 î.Hr.      | 399 - 380 î.Hr.        | 399 - 380 î.Hr.   | XXIX       | Nefaarud I (Nepherites I) (399-393), Psammuthis Userre Setepenptah Pasherienmut (ca. 392), Hakor Khnemmaere Setpenkhnum (Achoris) (392-380), Nefaarud II (Nepherites II) (380), |
| Perioada Târzie               | 380-342 î.Hr.        | 381-343 î.Hr.          | 380-343 î.Hr.     | XXX        | Nakhtnebef Kheperkare (Nectanebo I) (380-362), Djedhor (362-360), Nekhtharehbe Snedjemibre Setpenanhur (Nectanebo al II-lea) (360-343), |
| Perioada Târzie               | 342 - 332 î.Hr.      | 343 - 332 î.Hr.        | 343 - 332 î.Hr.   | XXXI       | Artaxerxes III (343-338), Arses (338-336), Darius III (336-332) |
| Perioada Elenistică           | 332 - 310 î.Hr.      | 332 - 305 î.Hr.        | 332 - 305 î.Hr.   | XXXII      | Alexandru cel Mare (332-323), Philip III Arrhidaeus (323-317), Alexandru IV Aegus (317-311) |
| Perioada Elenistică           | 310 - 30 î.Hr.       | 305 - 30 î.Hr.         | 305 - 30 î.Hr.    | XXXIII     | Ptolemeu I Soter (305-282), Ptolemeu al II-lea Philadelphus (284-246), Arsinoe II (278-270), Ptolemeu III Euergetes I (246-222), Berenice II (246-221), Ptolemeu IV Philopator (222-205), Ptolemeu V Epiphanes (205-180), Harwennefer (205-199), Ankhwennefer (199-186), Cleopatra I (194-176), Ptolemeu VI Philometor (180-164), Cleopatra II (175-115), Ptolemeu VII Neos Philopator (164-145), Ptolemeu VIII Euergetes II (145), Cleopatra III (142-101), Ptolemeu IX Soter II (116-80), Ptolemeu X Alexandru I (107-88), Ptolemy XI Alexandru II (80), Ptolemeu XII Neos Dionysos (80-51), regina Bernice IV (58-55), Ptolemeu XIII (51-47), regina Cleopatra VII (51-30), Ptolemeu XIV (47-44), Ptolemeu al XV-lea (44-30) |
| Perioada Romană               | 30 î.Hr. - 395 d.Hr. | N/A                    | N/A               | Romană     | |